# ベントレー・3½リットル

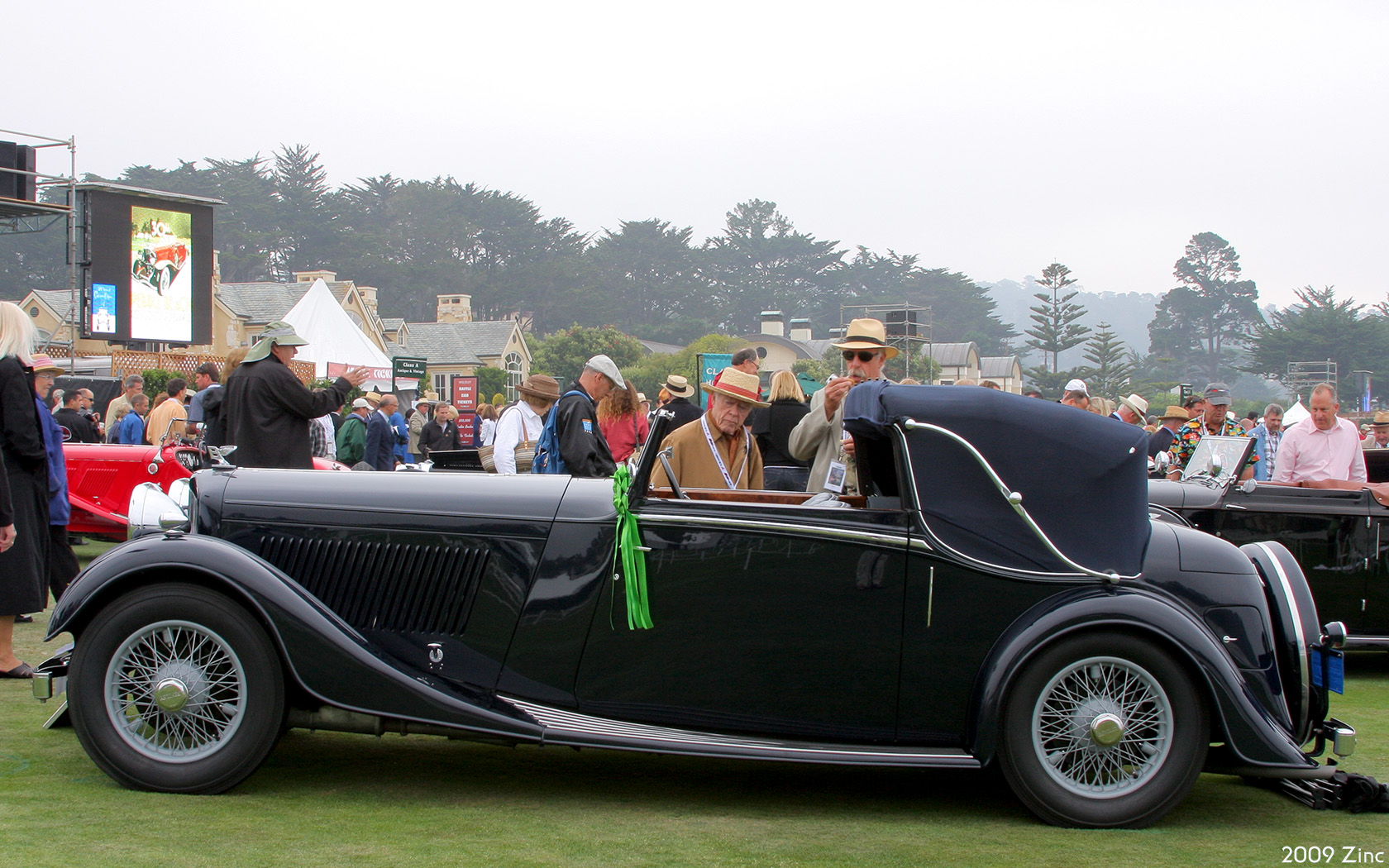
3½リットル

ベントレー・3½リットルはベントレーがロールス・ロイス傘下に入って最初に生産した乗用車である。
ロールス・ロイス・20/25HPをベースとし
、スキナーズ・ユニオン製ツインキャブレター等のチューニングを受け、シャシも低く短くされて1933年から1936年に製造された。
エンジンは水冷直列6気筒、内径φ82.5mm×行程114.3mm、排気量は3,664cc。最高出力は公表されなかったが最高速度はロールス・ロイス・20/25HPとの比較で20km/h以上上回る148.4km/hとされていた。
トランスミッションは4MT。
ホイールベースは126in(3200.4mm)。
ロールス・ロイス・20/25HPがロールス・ロイス・25/30HPに発展したのを受けて製造中止となり、生産台数は1,177台。後継車は排気量を拡大した4¼リットル。